# Carl Spoerer’s Sons Company
Carl Spoerer’s Sons Company war ein US-amerikanischer Hersteller von Fahrzeugen.

## Unternehmensgeschichte
Carl Spoerer gründete 1890 das Unternehmen in Baltimore in Maryland. Er stellte Kutschen her. Er starb 1899. In dem Jahr übernahmen seine Söhne Charles und Jacob das Unternehmen und benannten es in Carl Spoerer’s Sons Company um. Etwa 1907 nahmen sie John F. Reus als Partner auf. In dem Jahr stellten sie ihr erstes Auto her. Die Serienproduktion begann erst im Herbst 1909. Der Markenname lautete Spoerer. Das Angebot umfasste ab 1912 auch Nutzfahrzeuge. 1914 endete die Kraftfahrzeugproduktion.
Im Bereich Zubehör und als Reparaturwerkstatt existierte das Unternehmen bis 1934.

## Fahrzeuge
Die Fahrzeuge hatten zugekaufte Vierzylindermotoren. Der stärkere Motor stammte von Herschell-Spillman und der schwächere von Excelsior. Gemeinsamkeit war ein Dreiganggetriebe und Kardanantrieb.
1910 gab es nur einen Grundtyp. Der Motor leistete 40 PS. Das Fahrgestell hatte 300 cm Radstand. Model A war ein Tourenwagen mit fünf Sitzen, Model B ein Tourenwagen mit vier Sitzen, Model C-10 ein Tourenwagen mit sieben Sitzen und Model D-10 ein Runabout mit zwei Sitzen.
1911 wurde daraus das Model C. Der Radstand war auf 305 cm verlängert worden. Zur Wahl standen ein siebensitziger Tourenwagen und zwei- und dreisitzige Roadster. Darunter war das neue Model DA platziert. Es hatte einen 25-PS-Motor und den gleichen Radstand. Ihn gab es als fünfsitzigen Tourenwagen sowie als zwei- und dreisitzige Roadster.
Von 1912 bis 1913 wurde der schwächere Wagen Model 25 A genannt. Die Motorleistung wurde auf 27 PS gesteigert. Überliefert sind Roadster, Toy Tonneau, Tourenwagen mit fünf Sitzen und Town Car. Der stärkere Wagen war das Model 40 C. Ihn gab es als Roadster, fünf- und siebensitzigen Tourenwagen, Toy Tonneau, Limousine und Landaulet.
1914 bestand die einzige bekannte Änderung darin, dass für den stärkeren Roadster die Sitzanzahl von zwei überliefert ist.

## Modellübersicht
| Jahr      | Modell     | Zylinder | Leistung (PS) | Radstand (cm) | Aufbau                                                                                           |
| --------- | ---------- | -------- | ------------- | ------------- | ------------------------------------------------------------------------------------------------ |
| 1910      | Model A    | 4        | 40            | 300           | Tourenwagen 5-sitzig                                                                             |
| 1910      | Model B    | 4        | 40            | 300           | Tourenwagen 4-sitzig                                                                             |
| 1910      | Model C-10 | 4        | 40            | 300           | Tourenwagen 7-sitzig                                                                             |
| 1910      | Model D-10 | 4        | 40            | 300           | Runabout 2-sitzig                                                                                |
| 1911      | Model C    | 4        | 40            | 305           | Tourenwagen 7-sitzig, Roadster 2-sitzig und 3-sitzig                                             |
| 1911      | Model DA   | 4        | 25            | 305           | Tourenwagen 5-sitzig, Roadster 2-sitzig und 3-sitzig                                             |
| 1912–1913 | Model 25 A | 4        | 27            | 305           | Roadster, Toy Tonneau, Tourenwagen 5-sitzig, Town Car                                            |
| 1912–1913 | Model 40 C | 4        | 40            | 305           | Roadster, Tourenwagen 5-sitzig und 7-sitzig, Toy Tonneau 4-sitzig, Limousine, Landaulet          |
| 1914      | Model 25 A | 4        | 27            | 305           | Roadster, Toy Tonneau, Tourenwagen 5-sitzig, Town Car                                            |
| 1914      | Model 40 C | 4        | 40            | 305           | Tourenwagen 5-sitzig und 7-sitzig, Roadster 2-sitzig, Toy Tonneau 4-sitzig, Limousine, Landaulet |

## Zuverlässigkeitsfahrt 1909
Im September 1909 nahm ein Fahrzeug an einer Zuverlässigkeitsfahrt von Washington, D.C. nach Boston und zurück teil. Die Fahrtstrecke belief sich auf 2062 km. 37 Fahrzeuge waren gemeldet. Das Fahrzeug erreichte Rang sieben.